# Suhag
Suhag (árabe: سوهاج) es la capital de la gobernación (provincia) del mismo nombre, Suhag, localizada en la ribera occidental del Nilo, entre Asiut y Qina, en Egipto. 
Su población es de 5.956.125 habitantes (ene. 2020).